# Zamczysko (Dolina Racławki)
Zamczysko (ok. 428 m n.p.m.) – wzgórze we wsi Dubie w województwie małopolskim, w powiecie krakowskim, w gminie Krzeszowice. Pod względem geograficznym jest to obszar Wyżyny Olkuskiej wchodzącej w skład Wyżyny Krakowsko-Częstochowskiej.
Zamczysko to wąskie, podłużne i porośnięte bukowym lasem wzniesienie. Stoki północno-wschodnie opadają stromo do Doliny Racławki, stoki południowo-zachodnie górą są mniej strome, ale w dolnej części opadają urwiskiem do wąwozu Zbrza, będącego prawym odgałęzieniem Doliny Racławki. W kierunku północno-zachodnim Zamczysko przechodzi w wierzchowinę Wyżyny Olkuskiej, ale na długości około 100 m wierzchołkowy cypel Zamczyska jest od tej wierzchowiny odcięty głębokim parowem. Ma on charakter sztucznie wykopanej fosy obronnej, a być może tylko pogłębiono wcześniej istniejący parów. Świadczą o tym istniejące na cyplu Grodziska resztki średniowiecznej budowli obronnej w Dubiu.
Wysokość względna południowo-wschodnich podnóży Zamczyska nad potokiem Racławka wynosi około 120 m. Całe wzgórze Zamczysko znajduje się w obrębie rezerwatu przyrody Dolina Racławki. Na jego północno-wschodnich stokach znajduje się nieczynny kamieniołom Łom Hrabski (zwany także Łomem Pisarskim). Prowadzi obok niego geologiczna ścieżka edukacyjna tworząca zamkniętą pętlę.

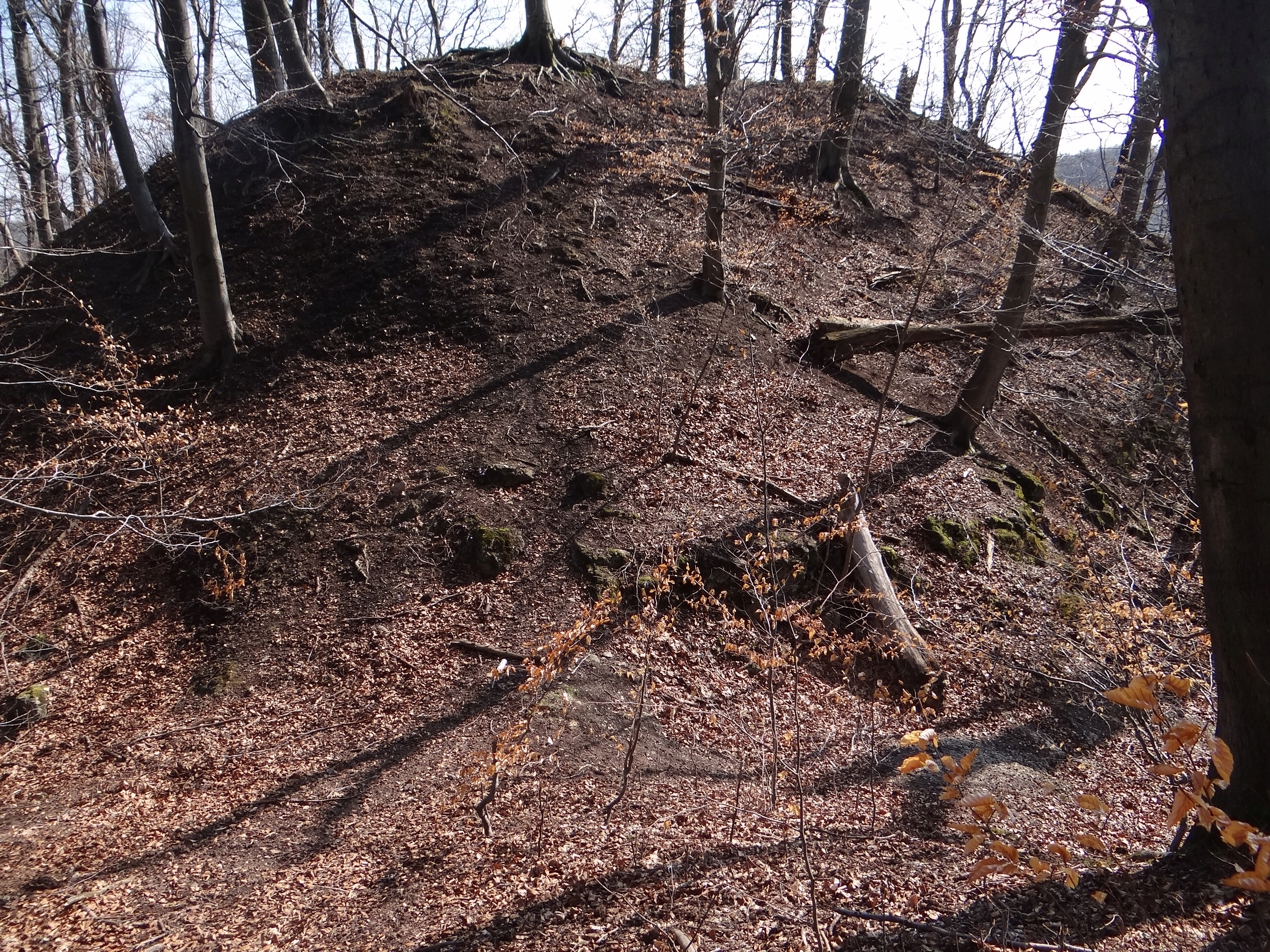
Szczyt Zamczyska